# Mala Bukovica (Bośnia i Hercegowina)
Mala Bukovica – wieś w Bośni i Hercegowinie, w Federacji Bośni i Hercegowiny, w kantonie środkowobośniackim, w gminie Travnik. W 2013 roku liczyła 126 mieszkańców, z czego większość stanowili Chorwaci.